# Neoseiulus casimiri
Neoseiulus casimiri är en spindeldjursart som först beskrevs av Schicha och Elshafie 1980.  Neoseiulus casimiri ingår i släktet Neoseiulus och familjen Phytoseiidae. Inga underarter finns listade i Catalogue of Life.